# النظام الأساسي للدولة (سلطنة عمان)
النظام الأساسي للدولة ويشار إليه أيضًا باسم القانون الأساسي؛ هو حجر الزاوية الأساس في النظام القانوني العماني، ويعمل به دستورًا للدولة. صدر النظام الأساسي في 6 نوفمبر 1996 في عهد السلطان قابوس بن سعيد، وحتى الآن لم يُعدله إلا مرتين، أولاهما في 19 أكتوبر 2011، والأخرى في 11 يناير 2021 في عهد السلطان هيثم بن طارق.
نص النظام الأساسي عند رسمه أول مرة وفي التعديل الأوّل على أن نظام الحكم سلطاني وراثي في الذكور المتحدرين من السيد تركي بن سعيد بن سلطان، وأن السلطان هو رئيس الدولة والقائد الأعلى للقوات المسلحة، ورئيس مجلس الوزراء، وهو مسؤول عن إصدار القوانين وتعيين القضاة. وأكّد التعديل الثاني للنظام على نظام الوراثة، إلّا إنّه حدد الابن الأكبر وليًا لعهد السلطان يليه في الحكم الابن الأكبر للابن الأكبر وإن كان للسطان أو ولي العهد إخوة، بذلك حسم مسألة الحكم وتوريثه بشكل قانوني غير قابل للجدل.
كما نص النظام الأساسي على ضمان استقلال القضاء، وأن مجلس الوزراء هو الجهة المسؤولة عن تنفيذ السياسات العامة للدولة، بينما يتولى مجلس عمان، المكون من مجلسي الدولة والشورى مراجعة التشريعات ورفعها إلى السلطان للموافقة السلطانية.